# 源光 (僧)
源光（げんこう、生没年未詳）は平安時代後期の天台宗の僧。持宝房あるいは持法房と号す。
比叡山西塔北谷の学僧で、法然が13歳で最初に師事したことで知られる。若き法然の才覚を見抜き、自分ではこれ以上教えることがないとして、功徳院阿闍梨こと皇円の許に送ったとされる。法然の法諱である「源空」は、この源光と叡空から各々一字ずつを取って命名したものと伝わる。